# تبة التويتي (حارة)

تعديل مصدري - تعديل

تبة التويتي هي إحدى حارات حي يريم بمدينة يريم أحد مدن محافظة إب، بلغ تعداد سكانها 262 نسمة حسب تعداد اليمن لعام 2004.